# Фицрой, Огастес (лорд)

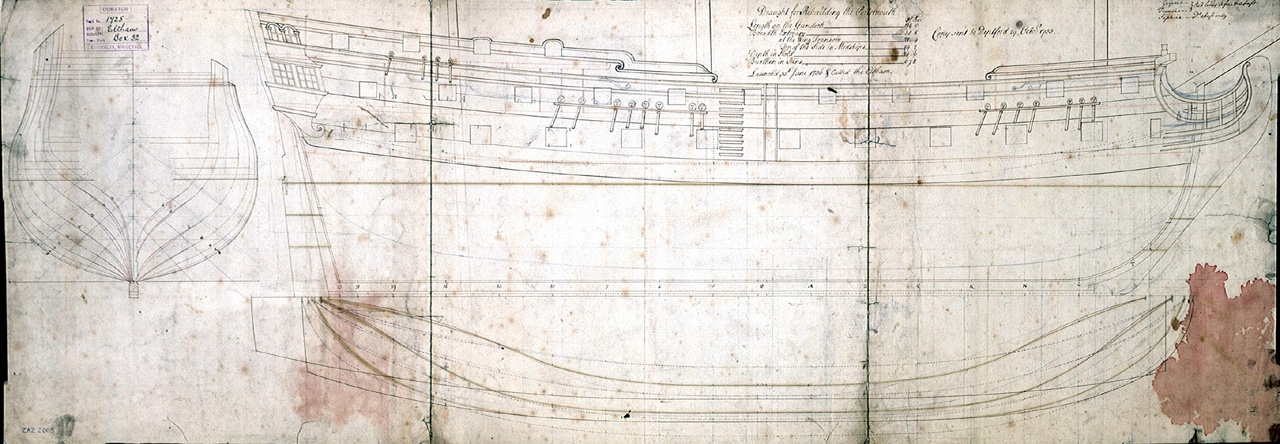
Корабль Элтем, на котором служил лорд Огастес Фицрой

Лорд  Огастес Фицрой (англ. Lord Augustus FitzRoy; 16 октября 1716 — 24 мая 1741) — британский дворянин и офицер Королевского флота. Он служил во время Войны за австрийское наследство и участвовал в захвате испанского линейного корабля «Princesa», главного трофея войны. Он также был отцом Огастеса Фицроя, 3-го герцога Графтона, который стал премьер-министром Великобритании.

## Ранняя жизнь
Лорд Огастес Фицрой родился в Англии и был третьим сыном Чарльза Фицроя, 2-го герцога Графтона, и леди Генриетты Сомерсет. Его дед, Генри Фицрой, 1-й герцог Графтон, был незаконнорожденным сыном короля Англии Карла II Стюарта. Лорд Огастес получил образование в Итонском колледже в 1728 году.

## Служба на флоте и личная жизнь
Огастес Фицрой служил в Королевском флоте и получил звание лейтенанта до 1734 года . Он получил чин капитана в 1736 году. В 1733 году Огастес Фицрой служил в Северной Атлантике, и во время визита в Нью-Йорке, в силу своего высокого рождения, он познакомился с Уильямом Косби (1690—1736), губернатором колонии Нью-Йорк. Он также познакомился с дочерью губернатора, Элизабет, которая вышла замуж за лорда Огастеса в марте 1734 года. Несмотря на то, что он был женат, он, как писал его биограф, Джон Чарнок, по-видимому, все еще был «очень влюбчивым». Ранее он заключил брак в возрасте 17 лет, который его отец, герцог, отказался признать. Признавая его как «храброго и храброго молодого человека», Чарнок, тем не менее, признал, что Фицрой, по-видимому, сказал своей жене «в ночь перед тем, как покинуть ее, чтобы отправиться в море, что он получил с большим транспортом письмо» от жены сэра Уильяма Мориса", что на следующей ночью она ляжет с ним и пойдет с ним в море". Эта пара, по-видимому, и сделала, поскольку они были обнаружены на месте прелюбодеяния в гостинице на дороге к гавани, где стоял на якоре корабль Фицроя. Леди Морис была задержана, но сбежала во Францию, в то время как сэр Уильям Морис подал в суд на Огастеса Фицроя, получив 5000 фунтов стерлингов в качестве компенсации ущерба и развода. Отец Огастеса Фицроя, герцог Графтон, потрясенный действиями сына, пообещал невестке «быть добрым к ней и никогда не позволит ей испытывать нужду, пока он жив».
Первым самостоятельным командованием лорда Огастеса Фицроя был 40-пушечный корабль «Элтем». Он был назначен капитаном Элтема 2 ноября 1736 года и занимал это командование до ноября 1739 года. Элтем входил в состав эскадры Джорджа Клинтона в Средиземном море в рамках наращивания сил во время войны за Ухо Дженкинса. Из-за возросших военных действий Николас Хэддок был назначен главнокомандующим средиземноморской эскадрой, усилив ее большим количеством кораблей.

## Политическая жизнь
Фицрой стал членом парламента от Тетфорда 10 февраля 1739 года на дополнительных выборах. Избирательный округ был одним из тех, которые в значительной степени контролировал его отец. Его военно-морские обязанности иногда держали его вдали от парламента, как, например, во время разделения испанского конвента в марте 1739 года, но в январе 1740 года он проголосовал вместе с правительством против законопроекта о месте.

## Командование Орфордом
В октябре/ноябре 1739 года лорд Огастес Фицрой был назначен капитаном 70-пушечного корабля Орфорд. 26 октября 1740 года флот из 30 кораблей вышел из Англии под командованием адмирала сэра Шалонера Огла, чтобы поддержать адмирала Эдварда Вернона в Вест-Индии против Испании. Корабль Орфорд под командованием капитана лорда Августа Фицроя входил в состав этого флота.
В этом путешествии и последующих патрулях Фицроя было три примечательных инцидента: захват французского трофея, нападение на французский конвой и захват испанского военного корабля «Princesa».
18 апреля 1740 года корабли «Орфорд», «Кент» и «Ленокс» вышли в море у берегов мыса Финистерре. Они столкнулись с испанским кораблем «Принсеса». Все три английских корабля были 70-пушечными линейными кораблями 3-го ранга, а «Принцеса» также была 74-пушечным кораблем третьего ранга, но, по данным источников, имела на вооружении только 64 орудия. Принцесса выдержала большую часть атаки в течение нескольких часов. Примерно через 5-6 часов, получив значительные повреждения, испанский командующий дон Парло Аугустино де Гера сдался. Поскольку Орфорд был ближайшим английским кораблем, Огастес Фицрой был первым капитаном, добравшимся до приза, и поэтому принял капитуляцию.
Орфорд под командованием лорда Огастеса Фицроя отплыл в Картахену в составе флота под командованием адмирала Вернона. Орфорд сыграл лишь незначительную роль в блокаде гавани Сургидеро. Фицрой написал письмо герцогу Ричмонду от 25 апреля 1741 года по поводу неудачной атаки на форт Сан-Лазар.

## Брак и семья
Капитан лорд Огастес Фицрой встретил Элизабет Косби (? — 1788) в 1733 году, когда он посетил Нью-Йорк. Её отец, Уильям Косби, был губернатором колонии Нью-Йорк и приветствовал Огастеса в городе. Они поженились в марте 1734 года. У них было двое детей:
- Огастес Фицрой, 3-й герцог Графтон (28 сентября 1735 — 14 марта 1811)[1]
- Генерал-лейтенант Чарльз Фицрой, 1-й барон Саутгемптон (25 июня 1737 — 21 марта 1797)[1]

## Смерть
Лорд Огастес Фицрой, как и многие офицеры, служившие в то время в Вест-Индии, страдал от тропических лихорадок и болезней, вызванных плохими условиями жизни и низким уровнем здоровья. Значительно уменьшившийся флот вернулся из Картахены на Ямайку 19 мая 1741 года, а Огастес Фицрой умер несколькими днями позже, 24 мая 1741 года.